# Phan Khuê Tảo
Phan Khuê Tảo (sinh năm 1949) là một sĩ quan cao cấp của Quân đội nhân dân Việt Nam, hàm Chuẩn đô đốc, nguyên Tư lệnh Quân đoàn 1, Phó Tư lệnh Quân chủng Hải quân.

## Tiểu sử
Phan Khuê Tảo sinh năm 1949 tại Hải Phòng. Ông nhập ngũ vào tháng 9 năm 1966 và đến tháng 2 năm 1969 thì được kết nạp vào Đảng Cộng sản Việt Nam. Năm 1996, ông được phong hàm Đại tá. Đến tháng 2 năm 2002, ông được bổ nhiệm làm Tư lệnh Quân đoàn 1 và được thăng hàm Chuẩn đô đốc không lâu sau đó. Đến năm 2004, ông được thăng làm Phó Tư lệnh Quân chủng Hải quân và đảm nhiệm chức vụ này đến khi về hưu.

## Lịch sử phong quân hàm
| Quân hàm | Tập tin:Vietnam People's Navy Commodorel.jpg | Tập tin:Vietnam People's Navy Rear Admiral.jpg |  |  |  |  |  |  |  |  |  |
| Cấp bậc  | Đại tá                                       | Chuẩn Đô đốc                                   |  |  |  |  |  |  |  |  |  |
|          |                                              |                                                |  |  |  |  |  |  |  |  |  |